# Lepanthes bifurcata
Lepanthes bifurcata är en orkidéart som beskrevs av Carlyle August Luer och Rodrigo Escobar. Lepanthes bifurcata ingår i släktet Lepanthes och familjen orkidéer.
Artens utbredningsområde är Colombia. Inga underarter finns listade i Catalogue of Life.